# Pinocchio (Anime, 1972)
Pinocchio (japanisch 樫の木モック Kashi no Ki Mokku, „Eichenbaum-Mock“) ist eine Anime-Serie von Tatsunoko Productions mit 52 Folgen, die erstmals 1972 ausgestrahlt wurde. Die Geschichte basiert auf dem Kinderbuch Pinocchio des italienischen Autors Carlo Collodi von 1883. Im Gegensatz zu vielen harmloseren Verfilmungen und der Version Piccolino no Bōken von Nippon Animation hat diese Serie einen deutlich dunkleren Ton und zeigt die Hauptfigur Pinocchio als einen Jungen, der unter dem ständigen physischen und psychischen Missbrauch von Menschen lebt, von denen er abhängig ist.
Die Serie ist nicht zu verwechseln mit der italienischen Realfilm-Serie desselben Jahres sowie der von ZDF und ORF in Auftrag gegebenen Anime-Serie von 1976.

## Zusammenfassung der Handlung
Pinocchio, wie Mokku, eine lebende Puppe, die aus dem Ast einer Eiche geschnitzt wurde, von seinem Erzeuger Geppetto genannt wird, träumt davon, ein richtiger Junge zu werden. Zuerst muss er jedoch lernen, sich wie ein anständiger Mensch zu verhalten, bevor sein Wunsch in Erfüllung gehen kann. So findet er sich Woche für Woche in einer schwierigen Situation wieder und wählt auch oft die falsche Vorgehensweise, woraufhin er leiden muss. Das soll bewirken, dass er diesen Fehler nicht ein zweites Mal begeht. Pinocchios Charakter sollte die Anfälligkeit der Menschen für fast alle Fehler zeigen, die man begehen kann, und einen Weg aufzeigen, wie man es besser machen könnte.
Zu den wiederkehrenden Charakteren der Geschichten gehören Cricket, Mokkus Insektenführer, der ihm immer mal wieder als Geist erscheint sowie drei hinterhältige Tiere, eine Maus, ein Fuchs und ein Wiesel, die im Wald leben und stets aufs Neue Ärger verursachen.

## Handlung der einzelnen Episoden
| Staffel 1, Folgen 1 bis 52 |
| --- |
| - Folge 1: Die lebendige Puppe Dem alten Holzschnitzer und Puppenmacher Geppetto gelingt ein Meisterwerk: Er erschafft aus einem Eichenzweig eine Marionette, die er Pinocchio nennt. Als die Marionette – wie Geppetto es sich gewünscht hat – beginnt, sich wie ein echter Junge zu bewegen, zu sprechen und die Welt zu erkunden, verändert sich Geppettos Leben von Grund auf. Eine Fee hat seinen Wunsch erfüllt, weil er ein freundlicher Mann mit einem sanften Charakter ist. Geppetto, der glücklich ist, nun einen Sohn oder Enkel zu haben – wie auch immer – schickt ihn zur Schule, wo er gemeinsam mit anderen Kindern lernen soll. Pinocchio ist begeistert von den neuen Eindrücken, besonders aber von der Ankündigung einer Vorstellung in einem Marionettentheater. Sein Widersacher Franko stiftet ihn an, seine neuen Schulbücher für eine Eintrittskarte zu verkaufen, schmiedet aber insgeheim den bösen Plan, Pinocchio an einen hartherzigen Puppenspieler zu verkaufen. Tatsächlich zwingt dieser Pinocchio mittels Drohungen in seine Dienste zu treten. Die kleine Holzpuppe vermisst allerdings ihren liebevollen Erschaffer Geppetto sehr, zu dem sie zurückkehren möchte. Pinocchio fühlt sich gedemütigt als er auf der Bühne steht, beklagt sein Schicksal und wünscht sich, er wäre ein Mensch. - Folge 2: Ich will keine Puppe sein Tagein, tagaus muss Pinocchio nun auf der Bühne stehen, tanzen und singen. Das Publikum liebt ihn. Er bringt dem Puppenspieler sehr viel Geld ein. Aber nicht nur Pinocchio vermisst seinen Großvater, auch der alte Herr vermisst ihn. Pinocchio fasst den Plan, sich seinen Anteil am Gewinn der Einnahmen auszahlen zu lassen, dann nach Hause zurückzukehren und seinem Großvater einen schönen warmen Mantel zu kaufen. Allerdings hält der Puppenspieler seine erst gegebene Zusage nicht ein und bedroht Pinocchio erneut damit, ihn in kleine Stücke zu zerbrechen und ins Feuer zu werfen. Zwar noch am Leben, aber mit bleischwerem Herzen hadert Pinocchio damit, eine Holzpuppe zu sein. Da erscheint zum Glück die Fee und sagt ihm, dass sie leider momentan nicht die Macht habe, ihn in ein menschliches Wesen zu verwandeln, er sich aber sein gutes Herz bewahren und darauf vertrauen solle, das alles gut werde. Das sei letztendlich der richtige Weg, um zum Menschen zu werden. Pinocchio macht sich daraufhin auf zum Großvater, dem es augenblicklich besser geht. Sein Versprechen, brav zu sein, gerät schon nächsten Tag ins Wanken, als Pinocchio einem kleinen Mädchen nachläuft, das ihm zugeblinzelt hat. Trotz kurzer Bedenken, läuft er der Kleinen hinterher. - Folge 3: Charly ist eifersüchtig Es ist Winter und Pinocchio ist fasziniert vom Schnee. Geppetto ermahnt ihn, sich möglichst vom Bach fernzuhalten. Ein Problem anderer Art gibt es mit Benny Maus, der ebenfalls bei Geppetto in der Hütte lebt, und eifersüchtig darauf reagiert, dass dieser Pinocchio so viel Zuneigung und einen Großteil seiner Aufmerksamkeit schenkt. Bennys Plan, den er gemeinsam mit zwei unangenehmen Gesellen, Ferdy Fuchs und Willy Wiesel, schmiedet, nämlich Pinocchios Pausenbrot zu stehlen und den Mitbewohner in den Bach zu werfen, geht tatsächlich auf. Pinocchio wird auf einen Wasserfall zugetrieben, und es sieht so aus, als würde das böse enden. Doch im letzten Moment kann er den Ast einer Eiche ergreifen, der sich in den Arm der Fee verwandelt, die ihm gleichzeitig Mut zuspricht. Dadurch fühlt Pinocchio sich so gestärkt, dass er sich retten kann. - Folge 4: Der Retter in der Not Wieder einmal ist Benny Maus eifersüchtig auf Pinocchio, weil Geppetto sich so viel mit ihm beschäftigt. Es ist leicht für ihn, Willy Wiesel und Ferdy Fuchs dazu anzustiften, Pinocchio sein Pausenbrot zu stehlen. Als Pinocchio seinem Brot und den drei Missetätern hinterherläuft, landet er in einem verlassenen Holzfällerschuppen, der am Waldesrand liegt. Ein Funke setzt diesen Schuppen versehentlich in Brand. Pinocchio kann dem Feuer gerade noch entkommen, findet sein Pausenbrot wieder und rettet nebenher noch zwei jungen Vögeln das Leben, die ihr Nest unter der Dachrinne des Schuppens hatten und sozusagen in der Falle saßen. - Folge 5: Ein Herz für Pinocchio Auf dem Weg zur Schule bekommen Geppetto und Pinocchio einen Streit zwischen dem Nachbarjungen Johnny und dessen Eltern mit, die sich nicht einig sind, ob Johnny zur Schule gehen soll. Sie zerren an dem Jungen herum, sodass Geppetto sich gezwungen sieht, einzugreifen. Er bittet Pinocchio, schon einmal mit Johnny zur Schule zu gehen. Dort wird er jedoch von Franko und weiteren Kindern gehänselt, weil er eine Holzpuppe ist. Johnny ärgert man ebenfalls, weil er ein schlechter Schüler ist, dessen Zukunftsaussichten mau seien. Daraufhin kommt es zu einem Kampf zwischen Pinocchio und Franko. Als die Katze Nora im Baum auftaucht, um Pinocchio zu erzählen, wie er ein Mensch werden könne, ist dieser zwar bestürzt, als Nora meint, er müsse Johnny sein Herz wegnehmen, während dieser schlafe, macht sich dann in der Nacht aber doch über Johnny her und versucht, ihm das Herz aus dem Leib zu schneiden. Johnny wacht jedoch auf und schreit gellend nach seinen Eltern, die auch herbeieilen. Sie sind drauf und dran, Pinocchio ins Feuer zu werfen, werden aber von Johnny davon abgehalten. Als Johnny Pinocchio dann seinen Kummer anvertraut, da seine Eltern zuviel von ihm erwarten würden, reagiert Pinocchio nicht weiter, sondern geht und trauert seiner Chance nach, es verpasst zu haben, ein Mensch zu werden. Da erscheint jedoch die Fee und droht ihm, ihn zurück in einen Eichenzweig zu verwandeln, wenn er weiterhin mitleidlos sei. Er könne kein Mensch werden, indem er einem anderen Menschen das Herz raube – ein Mensch werde man nur, wenn man gut und anständig sei. - Folge 6: Nimm dich vor Hexen in Acht! Franko lockt einige Kinder während einer Vollmondnacht in den Teufelswald. Er macht ihnen weis, dass man zusammen Jagd auf den legendären Hexen-Vampir machen wolle. Pinocchio will allen beweisen, wie mutig und tapfer er ist, und wagt sich noch vor allen in den Wald. Dort begegnet er einer alten Frau, die ihn freundlich begrüßt und ihn dazu einlädt, im Schloss zu wohnen, wo man auch schön spielen könne. Im Schloss wird Pinocchio von der Herrin der alten Frau, Gräfin Leona, begrüßt. Als die Gräfin erfährt, dass Pinocchio eine Holzpuppe ist und daher kein Blut besitzt, verhext sie ihn und bringt ihn so in ihre Gewalt. - Folge 7: Übermut tut selten gut Im Dorf werden drei kleine Mädchen vermisst. Die Mütter der Kinder haben Pinocchio gesehen, der sie in den Wald gelockt haben soll. Die Frauen sind sehr aufgebracht, als sie bei Geppetto erscheinen. Der alte Mann macht sich daraufhin mit seinem Gewehr auf in den Wald. Die kleinen Mädchen werden derweil im Schloss sehr freundlich von Leona begrüßt, während sie Pinocchio ins Zimmer der alten Frau schickt. Da Leona ein Vampir ist, ist, sie darauf angewiesen, immer neue Opfer zu finden. Als Pinocchio sich selbst etwas vormacht und leugnet, selbstsüchtig und faul zu sein, beginnt seine Nase zu wachsen. Schnell erkennt er jedoch, dass er sich selbst anlügt, woraufhin seine Nase sich wieder auf ihre normale Länge zurückbildet. Die Fee erscheint und mahnt ihn, dass er alles tun müsse, um die drei Mädchen zu retten. Kurz darauf erscheint Geppetto und berührt jeden Zwerg mit seinem Kreuz, woraufhin sich dieser wieder in ein Menschenkind zurückverwandelt. Als plötzlich die alte Frau auftaucht, berührt Pinocchio sie mit seiner brennenden Hand, die er jederzeit wieder ersetzen kann, sodass sie außer Gefecht gesetzt wird. Dann verfolgen Geppetto und die Kinder die davoneilende Leona und berühren sie mit ihrem Kreuz, woraufhin sie sich in ein Skelett verwandelt. - Folge 8: Schlaraffenland Da Pinocchio in der Schule von fast allen Kindern gehänselt wird, wofür in erster Linie Franko verantwortlich ist, mag er dort nicht mehr hingehen. Auf dem Weg nach Hause begegnet ihm ein kleines Mädchen, das seltsamerweise Pinocchios Probleme kennt und ihm ihr Mitgefühl ausdrückt. Er folgt der kleinen Casey in die Berge, wo sich ein Nebel wie ein Traumgespinst über beide legt. Casey fordert Pinocchio auf, die Tür zu öffnen und die Schwelle zu überschreiten. Da erscheint jedoch die Fee und warnt ihn, diese Schwelle zu übertreten, da er, wenn er das tue, niemals ein Menschenkind werden könne. Als Pinocchio daraufhin flieht, gesteht ihm Casey, dass sie die Hexe Mohn sei. Sie bestreut ihn mit Mohn und will, dass er einschläft, um ihm zu prophezeien, dass er als ein Stück Holz wieder aufwachen werde. Pinocchio kann nichts tun, er wird von einer tiefen Ohnmacht umfangen. Da taucht jedoch die Fee auf und kämpft mit Casey. Als Pinocchio wieder zu Bewusstsein kommt, sieht er nicht weit von sich Geppettos Hütte und eilt nach Hause. Wieder verspricht er, in Zukunft brav zu sein und auch in der Schule fleißiger zu lernen. - Folge 9: Der Zauberring Als Pinocchio einer Schar Zigeuner über den Weg läuft, dreht der Anführer an seinem Zauberring, und Pinocchio kann bald darauf schmecken und Schmerz empfinden. Er glaubt, dass er nun ein richtiger Junge geworden sei. Raffiniert bietet ihm der Zigeuneranführer an, Pinocchio in ein menschliches Wesen zu verwandeln, wenn er ihm 100 Goldmünzen oder aber Geppetto gebe, der Marionetten schnitzen könne. Pinocchio lässt sich auf den Handel ein und Geppetto macht sich auf ins Zigeunerlager. Pinocchio jedoch lernt nun, was es heißt, Hunger zu empfinden, wunde Füße zu haben und sonst noch allerlei. Als er herausfindet, dass die Marionetten, die Geppetto für den Anführer der Zigeuner schnitzen muss, von diesem zum Betteln geschickt und ausgenutzt werden, dreht er selbst am Ring des Zauberers und macht den Zauber dadurch rückgängig. Er befreit Geppetto, stiehlt den Zauberring und bewahrt alle Zaubersprüche sorgfältig auf. Geppetto und Pinocchio kehren in ihre Hütte zurück und Pinocchio lebt weiter als Holzpuppe. - Folge 10: Lügen haben kurze Beine Pinocchio hat wieder einmal eine Idee, die nichts taugt, er läuft durch die Stadt und schreit laut: „Feuer!“ Die Fee besucht ihn daraufhin und lässt jedes Mal, wenn er sie anlügt, seine Nase wachsen. Nach seinem Versprechen, nicht mehr lügen zu wollen, bekommt er seine alte Nasenlänge zurück. Doch schon bald versetzt Pinocchio sich wieder in eine unglückliche Lage, als er dem Einbrecher Sandro behilflich ist, ins Haus des Bürgermeisters einzubrechen. Sandro reißt sich die Beute unter den Nagel und Pinocchio bleibt zurück und muss alles ausbaden. Die tobende Menge fordert in ihrer Wut, Pinocchio auf einem Scheiterhaufen zu verbrennen. Sozusagen im letzten Moment taucht der Feuerwehrchef auf, der Sandro mitsamt dem Diebesgut im Schlepptau hat. Wieder einmal verspricht Pinocchio, in Zukunft brav zu sein. - Folge 11: Mutterliebe Pinocchio wird wieder einmal gehänselt, diesmal von einem Jungen namens Giocco. Er bewirft seinen Gegner mit Steinen, woraufhin dieser das Weite suchen will, in der Eile jedoch von einer Brücke rutscht, die er überqueren muss, und in den Fluss fällt. Pinocchio springt ihm nach und taucht tief, um Giocco zu retten, bleibt jedoch hängen, und Giocco ertrinkt. Pinocchio fühlt sich für den Tod des Jungen verantwortlich und bietet dessen tieftrauriger Mutter an, ihn an Sohnes Statt anzunehmen. Obwohl die Mutter ihn abweist, nimmt sie Pinocchio später doch beim Wort. Sie vergleicht ihn jedoch ununterbrochen mit ihrem Giocco. Als sie selbst merkt, dass sie ungerecht ist, lädt sie Pinocchio zu einem Picknick ein, um ihm zu zeigen, dass sie seine Absicht anerkennt. Schließlich betrachten sich beide als Pflegemutter und Pflegesohn. - Folge 12: Alle gegen Pinocchio Als Pinocchio Charly Maus davon erzählt, dass er in er Schule gelernt habe, dass alle Tiere schmutzig seien und Bazillen verbreiten würden, ist Charly tief gekränkt und erzählt sogleich seinen Freunden Jack Fuchs und Willy Wiesel davon. Gemeinsam schwören sie Rache. Ein Freund Pinocchios soll ihm erzählen, er werde weise, wenn er ein verlassenes Kloster am Rande der Stadt aufsuche. Pinocchio lässt sich das nicht zweimal sagen und begibt sich dorthin. Begrüßt wird er von Jack und Willy, die sich als Mönche verkleidet haben. Sie dirigieren ihn in einen abgelegenen Teil des Klosters, wo er sich neben einen Zaunpfahl stellen, die Augen schließen und warten solle, bis sie wieder zurückkämen. Unbemerkt von Pinocchio, der die Augen geschlossen hat, binden sie ihn an dem Zaunpfahl fest. Als Charly davon hört, dass man Pinocchio dort für alle Zeit zurücklassen will, bekommt er ein schlechtes Gewissen, läuft zum Kloster und nagt das Seil durch, wodurch Pinocchio wieder frei ist. - Folge 13: Pinocchio ist verliebt Als Pinocchio das reiche Mädchen Melody kennenlernt, ist es um ihn geschehen. Er trägt nun feine Klamotten und Handschuhe, wodurch Melody nicht bemerkt, dass er aus Holz ist. Sie lädt ihn zu einer Party zu sich nach Hause ein. Die Freude darüber wird jedoch von der Fee getrübt, die Pinocchio erklärt, dass er Melody die Wahrheit über sich sagen müsse und ihr nichts vorspielen dürfe. Dieser Mut, einem geliebten Menschen die Wahrheit nicht vorzuenthalten, sei eine menschliche Eigenschaft. - Folge 14: Der Kampf der Zaubereiche Frankos Vater, Herr Backmann, verabredet sich mit Pietro, um auf einem Hügel über der Stadt einen Freizeitpark zu bauen. Dort befindet sich jedoch ausgerechnet die Eiche, aus deren Holz Pinocchio geschnitzt wurde. Sowohl Pinocchio als auch Geppetto bitten Herrn Backmann Abstand von seinem Plan zu nehmen, doch zeigt dieser kein Verständnis. Als Backmann sich zusammen mit Pietro und einigen Arbeitern der Eiche nähert, fängt es unvermittelt an zu donnern und zu blitzen. Einer der Blitze schlägt in einen Ast des Baumes ein, der auf Pietro fällt. Dieser glaubt nun, dass auf dem Vorhaben ein Fluch liege und will von dem Unterfangen nichts mehr wissen. Daraufhin gibt auch Herr Backmann seine Pläne auf. Die Fee erscheint bei Pinocchio, dankt ihm und meint, sie sei zuversichtlich, dass aus ihm einmal ein menschliches Wesen werden könne. - Folge 15: Pinocchio rettet die Stadt Geppetto ist damit beschäftigt, den Damm, der oberhalb der Stadt verläuft, nach fauligem Holz abzusuchen und Reparaturarbeiten vorzunehmen. Das abfließende Wasser spült Fische in einen darunter befindlichen Kanal. Zwei Tiere liegen auf der Lauer und beobachten neidisch, dass Pinocchio die Fische in Netze treibt. Sie möchte diese selbst fangen und versprechen Pinocchio, ihn zu einem noch besseren Schnitzer zu bringen, als Geppetto es sei, wenn er ihnen den Damm öffnen werde. Es setzt jedoch ein gewaltiger Regen ein und das viele Wasser droht, den Damm einzureißen und die Stadt zu überfluten. Pinocchio stemmt sich mit der ganzen Kraft seines Körpers vor das Loch im Damm. Dann naht auch schon Geppetto, repariert das Loch und rettet Pinocchio wieder einmal. - Folge 16: Affen-Geschäfte Pinocchio soll in der Stadt Einkäufe für Geppetto erledigen und trifft auf dem Weg dorthin einen Schimpansen. Dieser überzeugt ihn davon, dass Schimpansen viel klüger als Menschen seien und Pinocchio deshalb mit zu ihm ziehen solle, um zu lernen so wie er zu sein, statt ein echter Mensch zu werden. Schon bald tauchen Jack Fuchs und Willy Wiesel dort auf und wollen die Behausung des Schimpansen in Brand stecken, wenn Pinocchio sie nicht mit Lebensmitteln aus der Speisekammer des Affen versorge. Natürlich wird Pinocchio beim Stehlen erwischt und des Hauses verwiesen. Der kleine Tunichtgut erinnert sich wieder daran, dass er Besorgungen für Geppetto erledigen sollte, trifft diesen aber unterwegs zum Laden. Geppetto schimpft zwar nicht mit ihm, erklärt Pinocchio aber, dass es böse sei, wenn man Gewalt anwende, um etwas zu erzwingen. - Folge 17: Die Storchenprinzessin Pinocchio hat wieder einmal Probleme mit seinen Klassenkameraden. Weil er eine Holzpuppe ist, darf er nicht mit ihnen Fußball spielen. Er beschließt deshalb, sein eigenes Spiel zu kreieren. Als er einen großen runden Gegenstanden im Gras entdeckt, nimmt er ihn mit nach Hause zu Geppetto. Es handelt sich um ein Ei, dessen Schale von Charly Maus aufgeklopft wird. Ein Küken kommt zum Vorschein, das sich unbeholfen bewegt und ziemlich aufgeregt zu sein scheint. Als Pinocchio das Küken am nächsten Tag wiedersieht, schließen sie Freundschaft miteinander, da beide einsam sind und Ablehnung erfahren haben. Sie geben sich das Versprechen, füreinander da zu sein. Als das Küken einem Storch begegnet, offenbart dieser ihm, dass es die Prinzessin der Störche sei. Pinocchio ermutigt das Kleine daraufhin, sich seiner Familie anzuschließen. Damit zeigt er, dass er die Bedürfnisse eines anderen Lebewesens über seine eigenen stellen kann. Das bedeutet einen Schritt in die richtige Richtung. - Folge 18: Aus arm mach reich Pinocchio, der immer mal wieder gegen Feindseligkeiten ankämpfen muss, findet sich in einem Fangeisen wieder, das von einem hinterhältigen Grundbesitzer ausgelegt worden ist. Dieser will ihn nur daraus befreien, wenn Pinocchio sich von ihm adoptieren lässt. Pinocchio überlegt nicht lange und stimmt zu. Der Grundbesitzer erhöht kurz darauf die Steuern auf Geppettos bescheidenen Besitz so sehr, dass dieser sie nicht mehr zahlen kann. Pinocchio biedert sich bei dem hochnäsigen Mann an, wird eitel und selbstgefällig und trägt seine Nase besonders gegenüber den Dienern und einfachen Dorfbewohnern ähnlich hoch wie sein Adoptivvater. Der hat jedoch schnell genug von einer Holzpuppe und befindet, dass diese seinen Ansprüchen nicht gerecht werden könne. Und so findet sich Pinocchio schnell wieder außerhalb des Herrenhauses. Geppetto ist es, der Pinocchio vor den Dorfbewohnern in Sicherheit bringt, obwohl er verstehen kann, dass sie aufgebracht sind, da Pinocchio sie mit seinem Verhalten und seiner Gleichgültigkeit ihnen gegenüber in Gefahr gebracht hat. Pinocchio ist beschämt und bittet Geppetto um Verzeihung dafür, dass er sich unmöglich verhalten habe. - Folge 19: Die Zaubergeige Aus Versehen beschädigt Pinocchio die Geige seiner Freundin Anna. Geppetto ist bereit, eine neue Geige für Anna zu bauen. An diesem Tag kommt Pinocchio an einem tausendjährigen Ahorn vorbei, der ganz plötzlich vom Blitz getroffen wird und nicht mehr zu retten ist. Pinocchio nimmt einige der Holzstücke des Baumes mit nach Hause und Geppetto fertigt daraus eine lustig aussehende Geige. Anna will diese jedoch nicht haben, sodass Pinocchio sie selbst behält. Als er darauf spielt, um einige Leute aufzuheitern, geschieht das Wunderbare: Eine wunderschöne Melodie erklingt, und es fällt wieder Regen, den man für die Ernte so dringend benötigt, wodurch sie gerettet werden kann. Als Pinocchio aber versucht, Geld durch sein Geigenspiel zu verdienen, entlockt er dem Instrument nur schrecklich kreischende Töne. Dann erfährt er, dass die Tochter des Königs schwer erkrankt ist und bietet an, sie mit seiner Geigenmusik zu heilen. Als er den Bogen über die Saiten zieht, ertönt wunderbare Musik, sodass die Prinzessin schnell wieder gesund wird. Der König sowie sein Hofstaat freuen sich so sehr, dass sie Pinocchio als Held feiern. - Folge 20: Der glorreiche König Pinocchios Zaubergeige kann jedoch noch mehr, sie beschenkt denjenigen, der sie spielt, mit allem, was er von ihr erbittet. Der König beschließt daraufhin, diese Geige selbst zu behalten, um sich mit ihrer Hilfe Gold und Waffen anzueignen. Die Geige verhöhnt ihn jedoch, weigert sich, seinen Wünschen nachzukommen und beleidigt den König sogar. Daraufhin lässt der König Pinocchio wutentbrannt ins Gefängnis werfen und befiehlt, nach dem Geigenbauer zu suchen. Pinocchio beschließt derweil, den König, der nur seine eigenen Interessen verfolgt, zu entthronen. Der Plan wird von einem feindlichen General und seinen Truppen durchkreuzt, gegen die Pinocchio seine inzwischen wiederbekommene Geige richtet. Das Königreich kann gerettet werden, Geppetto und Pinocchio beschließen jedoch, die Geige zu verbrennen, damit sie nicht in die falschen Händen kommen kann. Aus der Asche des Instruments entspringen junge Triebe, die wieder zu einem Baum heranwachsen werden, aus dem man eines Tages vielleicht wieder eine Zaubergeige bauen kann. - Folge 21: Der Schatz von Utopia Wieder einmal lässt sich Pinocchio überreden, diesmal zu einer Floßfahrt, um nach einem versunkenen Piratenschatz zu tauchen. Seine Freundin Anna rät ihm zwar ab, aber vergeblich. Als ein Sturm das Floß beinahe zum Kentern bringt, bindet sich Pinocchio, nachdem er von den anderen drei Jungen dazu gedrängt wird, ein Seil um den Bauch, taucht ins Meer hinab, greift dort nach dem Schwanz eines großen Fisches und sorgt so dafür, dass das Floß zur Insel geschleppt wird, wo sich der Schatz befinden soll. Pinocchio taucht hinunter und findet ein altes Papierschiff. Bevor er jedoch noch auftauchen kann, wird er von einem riesengroßen Fisch verschluckt. Für alle sieht es nun so aus, als sei die Schatzsuche wieder einmal Pinocchios Idee gewesen. Diesem ist es aber doch noch gelungen, sich aus dem Fischbauch zu befreien und ein Wiedersehen mit Geppetto zu feiern. - Folge 22: Der Wunderdoktor Ein Wunderdoktor hat sich in Pinocchios Dorf eingefunden. Als er sein Elixier mischt und in eine neue Flasche füllen will, verschüttet er versehentlich eine kleine Menge, die aufsteigt und verdunstet. Dadurch geraten jedoch die Waldbewohner in Gefahr und wenden sich hilfesuchend an Pinocchio. Pinocchio weiß, dass der Wunderdoktor, Dr. Kummer, sich in der alten Mühle eingemietet hat und bittet ihn, eine Formel zu kreieren, die aus einer Holzpuppe einen richtigen Jungen machen kann. Als Gegenleistung bietet er an, für den Doktor zu arbeiten. Als er aber erfahren muss, in welche Gefahr dieser die Menschen in seinem Dorf mit dem Zaubertrank gebracht hat, wird ihm klar, wie dumm er eigentlich ist. - Folge 23: Der Geldbaum Pinocchios Vater Geppetto gibt ihm seine letzte Kupfermünze, womit er beim Bäcker einen Laib Brot kaufen soll. Pinocchio ersteht für das Geld jedoch ein Eichhörnchen, ohne noch daran zu denken, was er eigentlich mit der Münze machen sollte. Als die Tür des Käfigs, in der das kleine Tier sich befindet, aufspringt, läuft es davon und zurück zu seiner Mutter. Diese gibt Pinocchio ein Goldstück als Belohnung dafür, dass ihr Kind wieder frei ist. Prompt tauchen drei böse Gestalten auf und haben ein leichtes Spiel mit Pinocchio, als sie ihm erklären, wenn er es geschickt anfange, werde er in einer Woche sehr reich sein. Es geht um einen Baum mit goldenen Blättern, was jedoch die Gier der Menschen ins Maßlose treibt, sodass sie beschließen, den Baum zu fällen, da in seinem Stamm bestimmt noch mehr Gold enthalten sei. Kaum sind sie zur Tat geschritten, verwandeln sich die Goldblätter in welkes wertloses Laub. Auf dem Weg nach Hause begegnet Pinocchio dem kleinen Eichhörnchen, das ihm seine Kupfermünze zurückgibt. Pinocchio hat daraus gelernt und begibt sich diesmal ohne Umwege zum Bäcker. - Folge 24: Die Meerjungfrau und der Pirat Pinocchio begegnet bei einer Zirkusveranstaltung einer Meerjungfrau, von der er sofort fasziniert ist. Er glaubt, sie sei ein Fisch, der gerade dabei sei, sich in einen Menschen zu verwandeln. Für ihn unerwartet, bittet sie Pinocchio darum, sie zu befreien. Als beide zum Fluss fliehen, werden sie vom Zirkusdirektor verfolgt. Pinocchio gibt der Meerjungfrau das Versprechen, sie sicher nach Hause zu bringen, wenn sie ihm verrät, wie man ein Mensch werden könne. Gemeinsam schwimmen sie zur Flussmündung, wo sie sich jedoch in einem Netz verfangen. Als Pinocchio eine Krabbe sichtet, bittet er sie, das Netz mit ihren Scheren zu durchschneiden und sie zu befreien. Als das geschehen ist, gelingt es ihnen, ins offene Meer und die Behausung der Meerjungfrau zu schwimmen. Die Meerjungfrau muss Pinocchio jedoch enttäuschen, wie sie eingesteht, sie habe ihm das Versprechen nur gegeben, um ihr Leben zu retten. Sie wisse nichts über ein solches Geheimnis. - Folge 25: Pinocchio, der Pirat Angestachelt von geldgierigen Piraten glaubt Pinocchio, dass ihn die Meerjungfrau, die er vor einem bösen Zirkusdirektor in Sicherheit gebracht hat, böswillig angelogen hat. Er ist deswegen bereit, sich dem skrupellosen Piraten Kid und dessen Leuten anzuschließen, die den verborgenen Schatz der Meerjungfrau rauben wollen. Er muss jedoch lernen, welch wichtiger Wert die Treue darstellt. Die Meerjungfrau und die Seegurke, ein ihr treu ergebenes Ungeheuer, retten Pinocchio nämlich vor den Piraten und auch dem Zirkusdirektor, die sich gemeinschaftlich gegen Pinocchio stellen. Pinocchio verspricht der Meerjungfrau seinerseits kleinlaut, dass er ihr Geheimnis niemals verraten werde. - Folge 26: Das Heilkraut Geppetto ist schwer erkrankt. Pinocchio macht sich bemeinsam mit seinem Freund, der Grille, auf den Weg, um auf dem Schlangenberg nach einem seltenen Kraut zu suchen, das Geppetto heilen kann. Der Berg heißt so, weil dort seit fast hundert Jahren eine wilde dreiköpfige Schlange lebt. Unterwegs sind jedoch auch drei Widersacher Pinocchios, die das Kraut zuerst finden wollen, um es dann gegen eine hohe Belohnung Geppetto zu überlassen. Pinocchio findet sich indes unvermittelt im Bauch der Schlange wieder, wo seine Fee erscheint und ihn beschwört, nicht aufzugeben. Sein Einfallsreichtum führt dazu, dass Pinocchio die Schlange überlisten und so seinen geliebten Vater retten kann. - Folge 27: Pinocchio fliegt Pinocchio läuft glücklich über die Wiese und stellt sich vor, eines Tages wie ein Vogel am Himmel fliegen zu können. Pepe, eine junge Krähe, lacht ihn jedoch aus und meint, er könne sich ja von seinem Vater Flügel schnitzen lassen. Am nächsten Tag befreit Pinocchio die junge Krähe, die ein böser Bauer eingefangen hat, und nimmt ihr das Versprechen ab, ihm das Fliegen beizubringen. Pepe nimmt Pinocchio daraufhin mit zum Krähenkönig, dem er versprechen muss, seine Regeln einzuhalten. Sodann muss er eine Zauberkugel verschlucken. Danach kann er tatsächlich fliegen. Dann aber bricht er sein dem Krähenkönig gegenüber gegebenes Versprechen und gerät am Himmel in arge Bedrängnis. Dieses Erlebnis führt dazu, dass Pinocchio lernt, dass man sein einmal gegebenes Wort halten muss und auch, dass seine Beine sehr wertvoll sind. - Folge 28: 'Die Zauberquelle' Herr Jonathan, der nur ein Bein hat, ist ein alter Freund von Geppetto und besucht diesen wieder einmal. Beim Spielen zerbricht Pinocchio dessen Stock. Sein Vater entschuldigt sich dafür und repariert den Stock sogleich. Der weise alte Mann erzählt den Kindern von einer Zauberquelle mit magischen Kräften, in der alles größer werde. Pinocchio ist gleich Feuer und Flamme in der Hoffnung, dass das Wasser dieser Quelle ihm helfen könne, ein richtiger Junge zu werden. Zu seinem Entsetzen wird jedoch sein Körper in einen Baum verwandelt. Seine gute Fee erklärt ihm, dass er bestraft werde, weil es ihm an Vertrauen mangele und er zudem mit dem Eigentum anderer nicht achtsam genug sei. Als Pinocchio dann jedoch mit seinem Baumstammkörper Kinder vor dem Ertrinken rettet, indem er sie auffängt, bekommt er seinen ursprünglichen Holzkörper in Anerkennung dieser Leistung zurück. - Folge 29: Pinocchio, der Held der Stadt Pinocchio kommt gemeinsam mit Franko an einem Wagen vorbei, der gerade von einem Räuber und dessen Bande angehalten wird. Die Räuber bemächtigen sich ihrer, damit sie die Nachricht nicht im Dorf verbreiten können. Der Räuberhauptmann will, dass die beiden sich seiner Bande anschließen, nur dann werde er sie am Leben lassen. Wieder einmal lügt Pinocchio die Fee an, als sie ihm auf den Kopf zusagt, dass er sich den Räubern nur angeschlossen habe, um ein Mensch zu werden. Als Pinocchio das nicht zugeben will, sondern lügt, wächst ihm eine lange Nase. Pinocchio will daraufhin weglaufen, wird aber erwischt, woraufhin der Räuber ihn als sprechende Puppe verkaufen will. Die Dorfbewohner, die Angst vor den Banditen haben, kommen Pinocchio nicht zur Hilfe, sodass er sich allein gegen die Ganoven zur Wehr setzen muss. - Folge 30: Pinocchio, der Clown Pinocchio befindet sich bei einem hartherzigen Zirkusbesitzer, der ihn gefangen genommen hat. Gemeinsam mit Willy und Jack muss er in der Manege auftreten, wo er unter anderem den Clown spielen oder einen Boxkampf gewinnen muss. Geppetto ist in Sorge um seinen Sohn und sucht nach ihm. Pinocchio macht inzwischen eine für ihn neue Erfahrung. Trotz seiner Trauer, die er in sich trägt, bringt er mit dem, was er tut, die Menschen zum Lachen und dazu, ihm herzlich zu applaudieren. - Folge 31: Die missglückte Flucht Pinocchio und seine Freunde, die Tiere, denken verzweifelt darüber nach, wie sie dem bösen Zirkusdirektor entkommen können. Pinocchios Fluchtplan wird von ihnen unterstützt, ohne dass er weiß, was wirklich dahintersteckt. Sie hoffen nämlich, dass ein Durcheinander entsteht, das ihnen hilft, zu entkommen. Der Plan scheitert jedoch auf ganzer Linie und hat zur Folge, dass Pinocchio und alle anderen in ihrem jeweiligen Wagen sogar angebunden werden. Inzwischen ist Geppetto unterwegs in der Stadt, er will dort Holzschnitzarbeiten verkaufen. Mit dem Geld will er sich dann auf die Suche nach Pinocchio machen. Als der Wagen des Zirkusdirektors am Verkaufsstand von Geppetto vorbeifährt, ahnen Vater und Sohn nicht, wie nah sie sich gerade waren. - Folge 32: In letzter Minute Wieder einmal muss Pinocchio seine Künste vor einer Menge vorführen, denen das Geld nicht gerade locker sitzt. Anwesend ist auch ein, wie sich herausstellt, reicher Mann, der sich für den Direktor und seine Vorstellung interessiert und ihn in sein herrschaftliches Haus einlädt. Er lässt zwar seinen wachsamen Hund zurück, trotzdem versuchen Pinocchio und die anderen Ausgebeuteten abermals zu fliehen. Dabei kommt der teure Wagen des reichen Herrn zu Schaden. Geppetto hat inzwischen erfahren, dass der Zirkusdirektor mit seinen Marionetten nach Afrika gehen will. Er eilt umgehend zum Hafen, sieht jedoch nur noch entfernt das Schiff, auf dem sich Pinocchio befindet. Auf die kleine Holzpuppe warten viele Gefahren, die überstanden werden wollen, darunter der Kampf mit einem Seeungeheuer. - Folge 33: Der Puppenmacher An der Küste Afrikas angekommen, wird Pinocchio von der kleinen Alice aus dem Wasser gezogen. Sein Arm ist verletzt. Zwar gibt es im Ort einen Puppenschnitzer, Pinocchio ist sich jedoch sicher, dass nur Geppetto imstande ist, seinen verletzten Arm zu reparieren. Alice, zu der sich noch Dennis gesellt, sowie weitere Kinder, nehmen Pinocchio mit zu Dennis’ Vater, der Pinocchio allerdings heilen kann; und nicht nur das, er repariert auch gleich alle Spielzeuge, die von Kindern kaputtgemacht worden sind. Pinocchio macht sich auf den Weg, weil er seinen Vater unbedingt finden will, allerdings weiß er nicht, dass der Zirkusdirektor ihm dicht auf den Fersen ist. - Folge 34: Pinocchio, Gesandter der Götter Tatsächlich gelingt es dem Zirkusdirektor, Pinocchio wieder einzufangen. Dann ist jedoch Geppetto da, der seinen Sohn endlich gefunden hat. Zu beider Unglück gibt es jedoch noch den König, der glaubt, Pinocchio sei ein seltsames Ungeheuer und den Befehl gibt, ihn auf dem Scheiterhaufen zu verbrennen. Geppetto lässt er ins Gefängnis werfen. Zum Glück für beide, tritt Seine Ehrwürden, der Oberpriester, in beider Leben und verkündet, dass Pinocchio ein „Botschafter der Götter“ sei. Man habe ihn geschickt, damit er allen Glück bringe. Allerdings hat der Oberpriester einen Hintergedanken, er benutzt Pinocchio nämlich nur, damit man ihm Opfer darbringt, die dazu dienen sollen, seine blinde Tochter zu heilen. Zufällig bekommt Pinocchio ein Gespräch mit, das Sophia mit ihrem Vater führt, sie bittet ihn darum, die Holzpuppe freizulassen. Er erklärt ihr jedoch, warum er Pinocchio brauche. Der Oberpriester hat allerdings einen Rivalen, der die Dorfbewohner nicht ganz ohne Hintergedanken aufklärt. Die wütende Menge reagiert entsprechend und macht sich auf die Suche nach dem Oberpriester. Pinocchio, der sich um Sophia sorgt, zieht die Kleidung des Oberpriesters an und begibt sich zum Altar, wo er die Menge warnt, dass sie mit einer Strafe rechnen müsse, wenn sie jemanden weh tue. Diese gute Tat von Pinocchio wird von der Fee belohnt, sie lässt auf seiner Nase ein Heilkraut wachsen, mit dem Sophia von ihrer Blindheit erlöst wird. - Folge 35: Der Freund vom anderen Stern Pinocchio gerät in dieser Folge gemeinsam mit seinem grausamen Boss in einen Tornado. Beide suchen Zuflucht in einer Art Pyramide. Der geldgierige Zirkusdirektor hat nur einen Gedanken, vielleicht befinden sich Diamanten und andere Schätze in dem alten Gemäuer. Tief im Inneren stoßen sie tatsächlich auf eine Art Schatzkammer, die jedoch von Aliens bewacht wird. Der Vater der Alien lässt den Zirkusdirektor ohne Umstände in den Kerker werfen, Pinocchio hingegen gefällt seinem Sohn Chron und schon bald werden beide Freunde. Auch Chron hat damit Probleme, nicht so zu sein, wie andere Jungen und will, dass Pinocchio ihm einiges beibringt, so auch, wie man spielt. Er will sodann die Pyramide verlassen, um draußen in der Welt zu leben. Als Vater und Mutter Alien wenig später bemerken, dass ihr Sohn weg ist, suchen sie überall nach ihm. Chron kehrt allerdings alsbald zurück, um weiter mit seiner Familie Wache zu halten. Auch Pinocchio zieht weiter, er will unbedingt seinen vermissten Vater finden. - Folge 36: Pinocchio kann zaubern Auf seinem Weg durch den Wald freundet sich Pinocchio mit einem Löwen an. Er glaubt dem Löwen, als dieser ihm erklärt, er brauche vor allem Mut um sein Ziel, ein Mensch zu werden, zu erreichen. In einem Dorf, das Pinocchio als nächstes ansteuert, erklären ihm die dort wohnenden Tiere, dass sie früher einmal Menschen gewesen seien. Ein böser Zauberer habe sie mit einem Fluch belegt, ihre geliebte Prinzessin in den Kerker werfen lassen und sie verwandelt. Nun kommt es auf Pinocchio an. Ist er in der Lage den bösen Zauberer zu überlisten? Es kostet Pinocchio viel Mut, ihm vorzumachen, dass er den Mond habe verschwinden lassen. Diesen Moment der Überraschung nutzt Pinocchio dann dazu, den Zauberer in einen Eisblock zu verwandeln. Die Prinzessin kann befreit werden, ihre Untertanen werden wieder zu Menschen und freuen sich darüber, wie alles gekommen ist. Sie rühmen Pinocchios Mut und meinen, dass sie für immer in seiner Schuld stünden. - Folge 37: Pinocchio, der reichste Mann der Stadt Pinocchio ist nun reich und beschließt daher, auch so zu leben, wie reiche Leute das tun. Der kleine Geier verspricht ihm, ihn mit den Dingen vertraut zu machen, die reiche Leute so tun. Pinocchio bemerkt, dass die Leute um ihn herum auf einmal ganz anders auf ihn reagieren, seit er reich ist. Auf einmal ist es für sie nicht mehr von Bedeutung, dass er nur eine Holzpuppe ist. Pinocchio kauft sich ein sehr großes Haus, in dem zuvor Waisenkinder untergebracht waren, die nun kein Zuhause mehr haben. Nur wenig später bricht ein Feuer aus, das Pinocchio alles nimmt, was er hatte. Kaum ist er in Not, erinnert er sich seines Vaters und bittet ihn inständig, ihm zu verzeihen, dass er so dumm gewesen sei. - Folge 38: Pinocchio gibt nicht auf Dodo, ein Schimpanse, findet Pinocchio in dem Nest eines Geiers, er hat Hunger und Durst. Der Affe macht ihm weis, dass er gerade dabei sei, berühmt zu werden. Zusammen machen sie sich auf zum Zirkus, in dessen Direktor Pinocchio sogleich den hinterhältigen und gewissenlosen Mann erkennt, mit dem er schon öfter zu tun hatte. Trotz dieser Tatsache will Dodo, dass Pinocchio ihn an den Zirkus verkauft. Kaum ist das geschehen, findet sich das Tier eingesperrt in einem Käfig wieder. Der Direktor hat vor, ihn als Sklaven zu verkaufen. Pinocchio schleicht sich jedoch ins Zelt des kaltherzigen Mannes und stiehlt den Schlüssel des Käfigs, was nicht ungefährlich ist. Es gelingt ihm jedoch, und kurz darauf ist Dodo wieder in Freiheit. - Folge 39: Auch Puppen können fliegen Pinocchio will unbedingt zurück nach Hause. Er läuft in den Docks umher in der Hoffnung, ein Schiff zu finden, das ihn mitnimmt. Doch wie das bei Pinocchio immer so ist, begegnet er stattdessen Muhamed, der einen Heißluftballon besitzt. Muhamed ist abenteuerlustig und behauptet, er reise um die ganze Welt. Er bietet Pinocchio an, ihn in seinem Ballon mitzunehmen und nach Hause zu bringen. Mit ihnen reist der alte Hund Debo, der herrenlos ist. Die Reise ist nicht ohne, denn sie geraten in einen Tornado, zwei Möwen picken ein Loch in die Ballonhülle, und ab und an sind sie sehr dicht an den Wolken dran, ein anderes Mal gefährlich tief und nahe am Wasser. Muhamed stellt sich jedoch sehr geschickt an, und bringt den Ballon tatsächlich sicher in Pinocchios Heimatland zurück zur Erde. Zwar ist Pinocchio froh und dankbar, wieder in seinem Dorf zu sein, weiß aber, dass er seinen neuen Freund vermissen wird. Muhamed verspricht ihm, wiederzukommen, wenn er ein richtiger Junge geworden sei. - Folge 40: Pinocchio verliert den Mut Unglückliche Umstände führen dazu, dass Pinocchio, der im Zirkus nach seinem Vater sucht, diesen nicht mehr antrifft, da er kurz zuvor entlassen worden ist. Er hatte dort in der Hoffnung gearbeitet, dass Pinocchio ihn an diesem Ort finden werde. Entlassen wurde er, weil er sich strikt geweigert hatte, die Zirkustiere schlecht zu behandeln. Der Zirkusdirektor ist sich sicher, dass Pinocchio neues Publikum anlocken werde und behält ihn gleich da. Ein gefährliches Kunststück wird vorbereitet, bei dem die Akteure durch einen Feuerreifen springen müssen. Pinocchio löst mit einem Fußtritt die Verankerung des Zirkuszelts, genau in dem Moment, nachdem das Zebra durch den brennenden Reifen gesprungen ist. Das Zelt bricht in sich zusammen, ein Feuer breitet sich aus. Die Tiere werden sämtlichst gerettet, der Zirkusdirektor muss jedoch für alle Schäden aufkommen und wird zusätzlich wegen Fahrlässigkeit zur Rechenschaft gezogen. Pinocchio sorgt inzwischen dafür, dass seine Freunde, die Tiere, mit einem Schiff die Reise in ihr Heimatland antreten können. Er wird sich wieder einmal bewusst, wie einsam er ohne seinen Vater ist. Seine Fee erscheint, durchbricht seine Mutlosigkeit und gibt ihm neue Hoffnung. - Folge 41: Der Berggeist Immer noch ist Pinocchio auf der Suche nach seinem Vater. Als er an einem Zedernhain vorbeikommt, bitten ihn die dort wohnenden Baumgeister inständig, ihnen zu helfen und ihren Lebensraum vor den Soldaten und Dorfbewohnern zu retten, da sie gehört haben, dass man die Zedern fällen will, um Schiffe für den nächsten Krieg zu bauen. Ihr Anführer, ein riesiger, aber leider ausgetrockneter Baum, ist nicht mehr in der Lage, ihnen beizustehen. Pinocchio rät den Zedergeistern, die Soldaten und alle, die ihnen mit böser Absicht zu nahe kämen, mit Ästen zu bewerfen, ihren Anführer reichlich mit Wasser zu versorgen und sich gegen alle zur Wehr zu setzen, die Waffen für den Krieg herstellen wollen. Der Preis, den Pinocchio für seinen Beistand zahlen muss, ist hoch, sein Vater wird verhaftet und an einen unbekannten Ort gebracht. Wieder erscheint Pinocchios Fee und meint, er dürfe sich nicht entmutigen lassen, müsse Geduld bewahren und freundlich bleiben. Das führe dazu, dass er eines Tages ein richtiger Junge werde. - Folge 42: 'Der Traummann' Pinocchio befindet sich auf der Flucht, da die Soldaten immer noch hinter ihm her sind. Ein freundlicher Bauer gewährt im Unterschlupf. Als er den eintreffenden Soldaten nicht verraten will, wo Pinocchio sich versteckt halte, verschleppt man den mutigen Bauern. Pinocchio wird im Schlaf von einem sogenannten „Traummann“ heimgesucht, der ihn gehörig einschüchtert, da die Visionen, die er Pinocchio offenbart, schrecklich sind. Er sieht sowohl seinen Vater als auch weitere ihm liebe Lebewesen in extrem gefährlichen Situationen, die ihn vor Angst um seine Lieben erstarren lassen. Nachdem Pinocchio sich etwas gesammelt hat, kommt jedoch die alte Entschlossenheit zurück, er will und muss seinen Vater finden. Zunächst liegt jedoch noch die Aufgabe vor ihm, den Traummann, der ihn immer wieder heimsucht, um ihn zu quälen, zu besiegen. - Folge 43: Pinocchio wird Soldat Pinocchio ruft seine Freunde zu Hilfe und gemeinsam gelingt es ihnen, die Wachen der Festung, in der Pinocchios Vater gefangen gehalten wird, so abzulenken, dass sie die Mauern überwinden können. Innerhalb der Festung trifft Pinocchio auf Mario, dessen Vater ein Händler ist, der seine Kunden übers Ohr haut. Mario jedoch verhilft Pinocchio und seinen Freunden zur Flucht, zuvor konnte er jedoch seinen Vater kurz sehen. Einen Freund gefunden zu haben, tröstet Pinocchio jedoch nicht darüber hinweg, dass er nun erneut vor einem großen Problem steht, denn sein Vater wurde in eine Festung in den Bergen verlegt. - Folge 44: Pinocchio, der Lebensretter Eine Kirchenpredigt, die besagt, dass diejenigen, die anderen helfen, im wahrsten Sinne des Wortes Menschen seien, lässt Pinocchio nachdenklich zurück. Allerdings nimmt er diese Predigt so wörtlich, dass er sich von der kleinen Nina, einem sehr verwöhnten Mädchen, nach Strich und Faden ausnutzen lässt. Als Pinocchio sich einmal in einer Hütte aufwärmt, indem er die Möbel darin als Feuerholz nutzt, taucht Nina auf, die einige Freunde bei sich hat. Das Feuer geht jedoch aus, nachdem nichts Brennbares mehr da ist und die Kinder beginnen zu frieren. Nina wird krank. Pinocchio geht so weit, dass er selbst ins Feuer springen will, damit es weiterbrennt, wird jedoch von Nina davon abgehalten. Pinocchio kommt eine neue Idee, man könne ja zusammen tanzen, dadurch werde man warm. Das hilft tatsächlich und rettet aller Leben. Von Ninas Vater und den Dorfbewohnern, die den Kindern dann doch noch zu Hilfe kommen, wird Pinocchio sehr gelobt. - Folge 45: Die Schneehexe Immer noch sind die Soldaten hinter Geppetto her, da man der festen Überzeugung ist, er sei ein Zauberer. Diesmal wird er von den Soldaten durch einen Schneesturm getrieben. Pinocchios Entschlossenheit, seinen Vater finden zu wollen, ist ungebrochen. Als er die mächtige Schneehexe trifft, erzählt diese ihm, dass sie plane, es so stark schneien zu lassen, dass die Dorfbewohner unter dem vielen Schnee begraben würden. Sie habe zwei Kinder des Dorfes an Kindes Statt angenommen und aufgezogen und sie händeringend gebeten, bei ihr zu bleiben. Sie hätten es jedoch vorgezogen, sich auf die Suche nach ihren richtigen Eltern zu machen. Aus Wut darüber, ist die Schneehexe nun entschlossen, das gesamte Dorf unter einer ungeheuren Schneelast zu begraben. Die Soldaten bringen Geppetto daraufhin mit einem Schlitten erneut an einen anderen Ort. Pinocchio muss hilflos zusehen. - Folge 46: Pinocchio wird gesucht Während Pinocchio unbeirrbar auf der Suche nach seinem Vater ist, wird er selbst immer wieder zur Zielscheibe. Es gibt sogar einen Steckbrief, auf dem eine Belohnung für den „Jungen aus Holz“, wie es dort heißt, ausgesetzt ist. Als ein Jäger das liest, versucht er, Pinocchio einzufangen. Er scheitert jedoch und stürzt bei seinem Versuch über den Rand einer Klippe. Ein Doktor zögert zunächst, entschließt sich dann aber doch, den Verletzten zu behandeln und der kleinen Gruppe eine Bleibe zu geben. Als Mr. Stein, der reichste Mann der Stadt, seine Tochter zum Doktor bringt und seine Hilfe erbittet, da sie krank ist, will der Doktor auch in diesem Fall nicht helfen. Pinocchio kann ihn jedoch überzeugen, dass es ungerecht sei, ein kleines Mädchen für etwas bezahlen zu lassen, wofür es nichts könne. Der Jäger erholt sich wieder von seinen Verletzungen und will Pinocchio nun nichts Böses mehr, immerhin hat er dafür gesorgt, dass man sein Leben gerettet hat. Pinocchio macht sich daraufhin wieder auf den Weg, um weiter nach seinem Vater zu suchen. - Folge 47: Auch Pflanzen sind Lebewesen Man hält Pinocchios Vater auf einem Schloss gefangen und plant, ihn mittels eines Bootes zur Insel der Trauer zu bringen. Als Pinocchio davon erfährt, setzt er alles daran, seinen Vater zu retten, wird aber vom Kommandanten der Truppe, die seinen Vater bewacht, selbst gefangengenommen. Pfiffig wie er ist, gelingt es ihm jedoch, zu entkommen, und zwar in einen Wald, der von hölzernen Soldaten bewacht wird. Sie sind Pinocchio damit sehr ähnlich. Man macht ihm begreiflich, dass man Achtung vor allen Lebewesen haben müsse, das schließe Tiere und Pflanzen selbstverständlich ein. Wiederum wird er gefangen genommen und verbrennt fast in einem Feuer. Die hölzernen Soldaten und auch die Bäume eilen jedoch herbei und retten ihn. Er wird an einen sicheren Ort verbracht, wo der Kommandant und seine Truppen ihn nicht finden können. Pinocchio macht sich inzwischen ernsthafte Sorgen, dass man seinen Vater bereits zur Insel der Trauer gebracht haben könnte. - Folge 48: Allein gegen das Ungeheuer Geppetto befindet sich in ernsthafter Gefahr, da ihn garstige Piraten gekidnappt haben und mit ihm unterwegs zur Teufelsinsel sind. Pinocchio hat jedoch schon gemeinsam mit seinen Freunden eine Idee entwickelt, wie man seinen Vater retten könne. Da sie wissen, dass das Schiff Dynamit an Bord hat, wollen sie es damit in die Luft sprengen und zuvor mit Geppetto entkommen. Sie verkleiden sich als Hafenarbeiter und bekommen so Zutritt zum Schiff. Tatsächlich finden sie Geppetto. Außerdem stoßen sie noch auf ein hübsches kleines Mädchen namens Gina, das die Piraten gekidnappt und an einen Mast gebunden haben. Gerade in dem Moment, als Pinocchio Geppetto und Gina befreien will, wird er von dem bedrohlich aussehenden Kapitän des Schiffes erwischt. Das ist aber auch der Augenblick, als sich das Seeungeheuer vom Meeresgrund erhebt und alle bedroht. Geistesgegenwärtig vernichtet Pinocchio das Ungeheuer mit dem Dynamit. Ein Sprung ins Rettungsboot rettet Pinocchio und er kann den Piraten zusammen mit Geppetto und Gina entkommen, während das Seeungeheuer ein Opfer des Dynamits wird. - Folge 49: Die Teufelsinsel Nach der Explosion des Dynamits treiben Pinocchi, Geppetto und Gina auf dem offenen Meer. Ob sie überleben werden, hängt davon ab, ob sie mit ihrem Rettungsboot einen Ort finden, an dem sie an Land gehen können. Plötzlich sehen sie eine Insel vor sich, allerdings kommt diese ihnen irgendwie befremdlich vor. Es gibt nicht einen Baum und wie es aussieht auch sonst kein Leben dort. Gina und Pinocchio führen Geppetto in eine Höhle, damit er sich dort ausruhen kann. Sie selbst wollen nach etwas Ess- und Trinkbarem Ausschau halten. Es dauert etwas, bis ihnen die Erleuchtung kommt, dass sie auf die Teufelsinsel zugetrieben sind. Und dort lebt niemand, außer einem furchteinflößenden Drachen. Einzig gut ist, dass sie zusammen sind und bekanntlich ist man zusammen stark. Die drei ungleichen Lebewesen sind jedoch entschlossen, sich allen Gefahren zu stellen und sie meistern zu wollen. - Folge 50: Land in Sicht Immer noch befinden sich Geppetto, Pinocchio und Gina auf der Teufelsinsel. Geppetto geht es gar nicht gut. Pinocchio sucht verzweifelt, etwas Essbares zu finden. Die Situation scheint so aussichtslos, dass er zu weinen beginnt. Als seine Tränen in den Sand fallen, beginnt es zu regnen. Als Pinocchio kurz darauf ein Ei findet, bringt er es nicht über sich, es mitzunehmen, sondern bringt es zu seiner Mutter zurück. Als er schließlich mit Trinkwasser und Schalentieren zur Höhle zurückkehrt, wird er unvermittelt von dem Drachen angegriffen. Sein großer Kampfeswille hilft ihm dabei, sich in Sicherheit zu bringen. Er beeindruckt den Drachen durch seinen großen Mut und seine Tapferkeit, die dieser bei einer kleinen Holzpuppe nicht vermutet hätte, so sehr, dass dieser die Insel in ein Paradies mit Bäumen, Blumen und vielen Tieren verwandelt. - Folge 51: Traurige Weihnachten Pinocchio, Geppetto und Gina kommen nahe ihres eigenen kleinen Dorfes an, müssen aber immer noch vorsichtig sein und sich vor den Soldaten verstecken, die noch nicht abgezogen wurden. Zuflucht finden die drei in einer Fischerhütte. Gina bekommt jedoch Fieber, sodass Pinocchio sich entschließt die Hütte zu verlassen, um etwas Ess- und Trinkbares zu finden. Er kann sich zwar in der Gruppe von Weihnachtssängern verbergen, aber nicht allzu lange. Die Soldaten geben daraufhin den Befehl, alle Puppen zu verbrennen. Besonders die Kinder verstört dieser Befehl, unter ihnen auch Pinocchios neue Freundin, ein kleines Mädchen im Rollstuhl. Als Pinocchio die Kleine trösten will, schlagen die Soldaten, die auf eine solche Reaktion gehofft hatten, zu. Als sie Pinocchio davonschleppen wollen, protestiert seine kleine Freundin heftig. Wie von Wunderhand kann die Kleine plötzlich ohne fremde Hilfe laufen und verlangt energisch von den Soldaten, Pinocchio freizulassen. Der Priester ist davon so beeindruckt, dass er erklärt, Pinocchio sei von Gott gesandt. Tatsächlich kann die kleine Holzpuppe entkommen. - Folge 52: Die Wunderblume Pinocchio träumt immer noch davon, einmal ein richtiger Junge zu werden. An diesem Weihnachtsfest beanspruchen jedoch andere Dinge seine Aufmerksamkeit. Fast alle in dem kleinen Städtchen sind krank, auch Gina. Pinocchio sucht und findet in den Bergen ein fiebersenkendes Kraut, das für die Kranken die Rettung bedeutet. Einem fröhlichen Weihnachtsfest steht nun nichts mehr im Wege. Mitten in die fröhliche Feier platzen jedoch abermals die Soldaten, die die Holzpuppe immer noch ergreifen und verschleppen wollen. Sozusagen im letzten Moment erscheint Pinocchios Fee und rettet ihn vor den Soldaten. Und dann geschieht etwas, was Pinocchios Leben für immer ändert, endlich verwandelt seine Fee ihn in einen richtigen Jungen – ein Menschenkind. Pinocchio verspricht hoch und heilig, dass er ein ehrliches und anständiges Leben führen werde. |

## Produktion und Veröffentlichung
Kashi no Ki Mokku wurde im Jahr 1971 von Tatsunoko Productions produziert. Regie führten Ippei Kuri und Yukihiro Takahashi, die Drehbücher schrieben Jinzō Toriumi und Akiyoshi Sakai. Das Charakterdesign entwarf Yoshitaka Amano. Als Produzenten trugen Kenji Yoshida und Motoyoshi Maesato die Verantwortung für den Film; den Schnitt übernahm Hajime Taniguchi.
Die Serie umfasst 52 Folgen mit je 25 Minuten Laufzeit und wurde vom 4. Januar bis zum 26. Dezember 1972 vom japanischen Sender Fuji TV ausgestrahlt. Die deutsche Synchronfassung wurde vom 24. April 1993 bis 14. Mai 1994 bei RTL gezeigt. Ab 1998 folgten mehrere Wiederholungen in den Programmen der ARD. In Italien, Polen, Brasilien, Frankreich und den Vereinigten Staaten wurde die Serie ebenfalls im öffentlichen Fernsehen ausgestrahlt. Auch eine spanische Synchronfassung wurde veröffentlicht.

### Synchronisation
| Rolle (jp./dt.)    | Japanischer Sprecher (Seiyū) | Deutsche Sprecher  |
| ------------------ | ---------------------------- | ------------------ |
| Erzähler           | Akira Kamiya                 | Klaus Kindler      |
| Mokku/Pinocchio    | Hiroko Maruyama              |                    |
| O-jii-san/Geppetto | Minoru Yada                  | Fred Maire         |
| Fee                | Masako Ikeda                 |                    |
| Grille             | Kaneta Kimotsuki             |                    |
| Hanaguro           | Junpei Takiguchi             |                    |
| Gina               | Keiko Tomochika              |                    |
| Anna               | Yoko Kuri                    |                    |
| Doro               | Takeshi Watabe               |                    |
| Fuchs              |                              | Ulrich Frank       |
| Puppenspieler      |                              | Willi Röbke        |
| Charly             |                              | Hans-Rainer Müller |
| Rachel             |                              | Anita Höfer        |
| Gräfin Leonard     |                              | Christina Hoeltel  |
| Johnnys Vater      |                              | Peter Musäus       |

### Musik
Die Musik der Serie komponierte Nobuyoshi Koshibe. Von ihm stammt auch die Melodie des Vorspannlieds Kashi no ki mokku. Den Text des Vorspannlieds schrieb Toshio Oka, gesungen wurde es von Kumiko Onoki. Der Abspann ist unterlegt mit Boku wa kanashii ki no ningyō (ボクは悲しい木の人形) von Toshio Oka (Text) und Kanae Wada (Musik), ebenfalls von Onoki gesungen.